# Corenc
Corenc és un municipi francès situat al departament de la Isèra i a la regió d'Alvèrnia-Roine-Alps. L'any 2007 tenia 3.773 habitants.

## Demografia

### Població
El 2007 la població de fet de Corenc era de 3.773 persones. Hi havia 1.457 famílies de les quals 445 eren unipersonals (165 homes vivint sols i 280 dones vivint soles), 424 parelles sense fills, 512 parelles amb fills i 76 famílies monoparentals amb fills.
La població ha evolucionat segons el següent gràfic:
Habitants censats

### Habitatges
El 2007 hi havia 1.614 habitatges, 1.503 eren l'habitatge principal de la família, 37 eren segones residències i 74 estaven desocupats. 1.226 eren cases i 343 eren apartaments. Dels 1.503 habitatges principals, 1.120 estaven ocupats pels seus propietaris, 330 estaven llogats i ocupats pels llogaters i 53 estaven cedits a títol gratuït; 139 tenien una cambra, 80 en tenien dues, 120 en tenien tres, 215 en tenien quatre i 949 en tenien cinc o més. 1.211 habitatges disposaven pel capbaix d'una plaça de pàrquing. A 556 habitatges hi havia un automòbil i a 831 n'hi havia dos o més.

### Piràmide de població
La piràmide de població per edats i sexe el 2009 era:
| Homes | Edats   | Dones |
| ----- | ------- | ----- |
| 8     | 95 o +  | 0     |
| 8     | 90 a 94 | 40    |
| 36    | 85 a 89 | 60    |
| 28    | 80 a 84 | 28    |
| 60    | 75 a 79 | 88    |
| 80    | 70 a 74 | 108   |
| 120   | 65 a 69 | 132   |
| 88    | 60 a 64 | 92    |
| 104   | 55 a 59 | 112   |
| 152   | 50 a 54 | 116   |
| 112   | 45 a 49 | 176   |
| 104   | 40 a 44 | 144   |
| 92    | 35 a 39 | 80    |
| 84    | 30 a 34 | 80    |
| 92    | 25 a 29 | 72    |
| 156   | 20 a 24 | 180   |
| 200   | 15 a 19 | 160   |
| 176   | 10 a 14 | 116   |
| 116   | 5 a 9   | 96    |
| 60    | 0 a 4   | 52    |

## Economia
El 2007 la població en edat de treballar era de 2.286 persones, 1.491 eren actives i 795 eren inactives. De les 1.491 persones actives 1.425 estaven ocupades (774 homes i 651 dones) i 66 estaven aturades (32 homes i 34 dones). De les 795 persones inactives 174 estaven jubilades, 429 estaven estudiant i 192 estaven classificades com a «altres inactius».

### Ingressos
El 2009 a Corenc hi havia 1.435 unitats fiscals que integraven 3.812,5 persones, la mediana anual d'ingressos fiscals per persona era de 34.346 €.

### Activitats econòmiques
Dels 178 establiments que hi havia el 2007, 1 era d'una empresa de fabricació de material elèctric, 3 d'empreses de fabricació d'altres productes industrials, 11 d'empreses de construcció, 27 d'empreses de comerç i reparació d'automòbils, 1 d'una empresa de transport, 14 d'empreses d'hostatgeria i restauració, 8 d'empreses d'informació i comunicació, 25 d'empreses financeres, 20 d'empreses immobiliàries, 35 d'empreses de serveis, 24 d'entitats de l'administració pública i 9 d'empreses classificades com a «altres activitats de serveis».
Dels 18 establiments de servei als particulars que hi havia el 2009, 2 eren oficines bancàries, 2 tallers de reparació d'automòbils i de material agrícola, 1 guixaire pintor, 1 fusteria, 1 electricista, 3 perruqueries, 5 restaurants, 2 agències immobiliàries i 1 saló de bellesa.
Dels 7 establiments comercials que hi havia el 2009, 1 era una botiga de més de 120 m², 2 botiges de menys de 120 m², 1 una llibreria, 1 una botiga d'equipament de la llar, 1 una botiga d'electrodomèstics i 1 una perfumeria.
L'any 2000 a Corenc hi havia 4 explotacions agrícoles.

## Equipaments sanitaris i escolars
L'únic equipament sanitari que hi havia el 2009 era una farmàcia.
El 2009 hi havia 2 escoles maternals i 3 escoles elementals. A Corenc hi havia 2 col·legis d'educació secundària i 1 liceu d'ensenyament general. Als col·legis d'educació secundària hi havia 995 alumnes i als liceus d'ensenyament general 752.
Corenc disposava d'un centre de formació no universitària superior de formació tècnica.

## Poblacions més properes
El següent diagrama mostra les poblacions més properes.